# HMS Chester (1915)

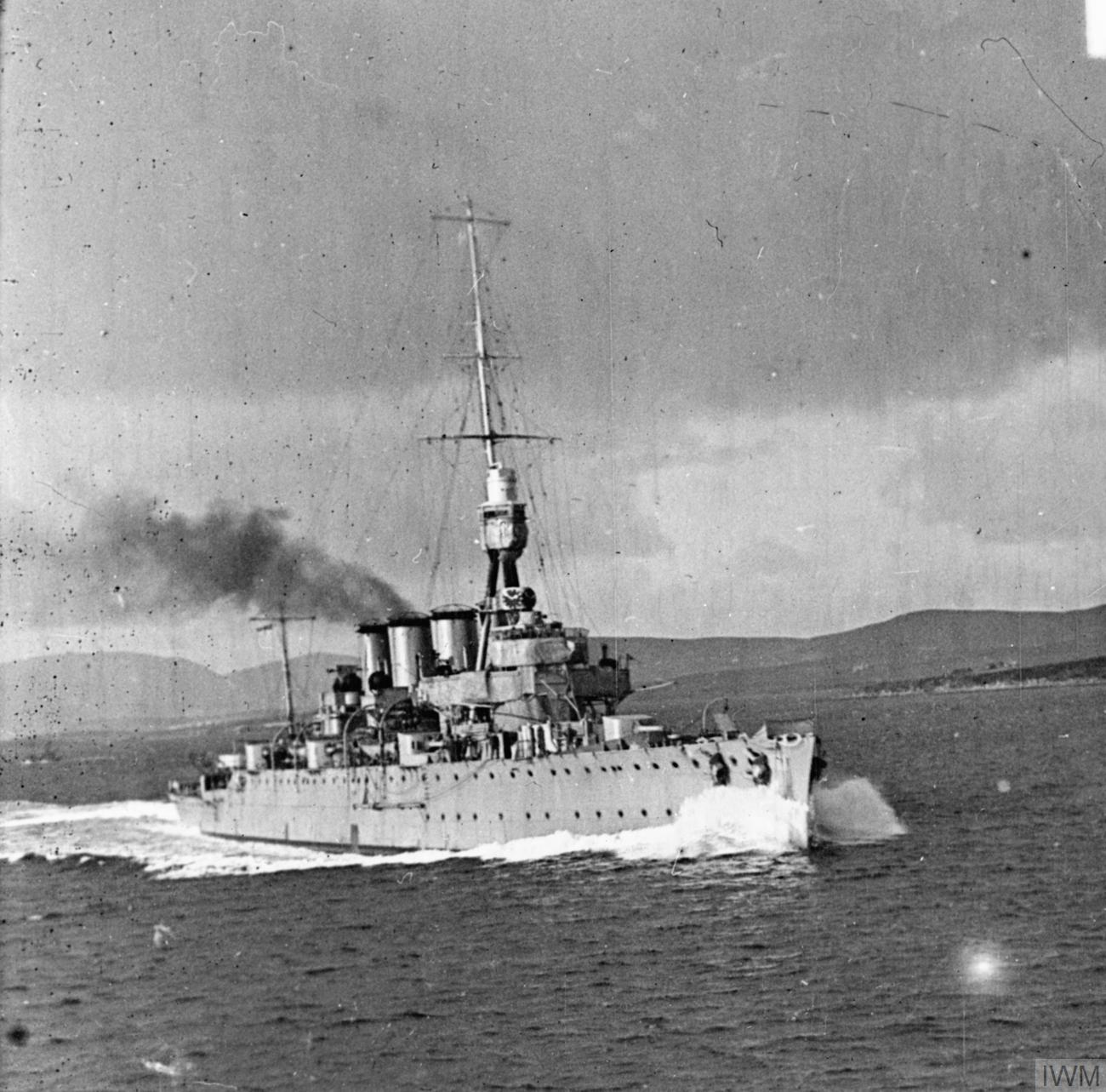
HMS Chester.

HMS Chester var en brittisk kryssare av Birkenhead-klass (egentligen en modifierad Chatham-klass kryssare). HMS Chester byggdes ursprungligen för Greklands räkning men övertogs, tillsammans med sitt systerfartyg HMS Birkenhead av britterna 1915. Efter det första världskriget erbjöd man grekerna att ta tillbaka fartygen men anbudet avslogs.